# 北白胸刺猬
北白胸刺猬（Erinaceus roumanicus ）是生活在歐洲的一种刺猬，分布范围西至波兰、奥地利和前南斯拉夫，南至希腊和亚得里亚海群岛（克里特岛、科孚岛和罗德岛），東抵俄罗斯和乌克兰，最东可至西伯利亚的鄂畢河。